# Hans von Massow

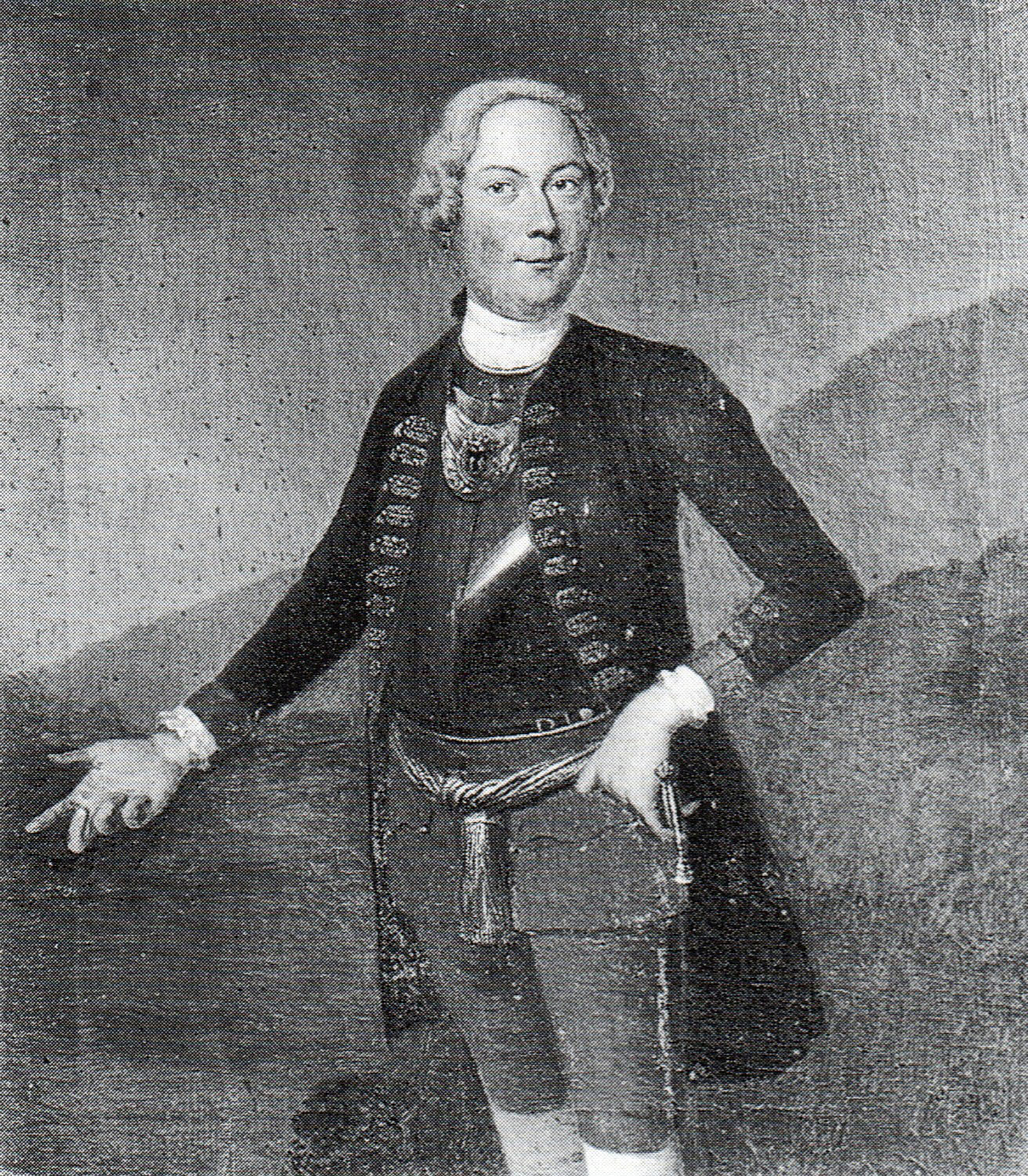
Hans von Massow

Johann Georg (Hans Jürgen) Detlef von Massow (* 21. Juni 1686 in Brünnow; † 24. Juli 1761 in Berlin) war ein preußischer Generalleutnant, Generalkriegskommissar und Erbherr auf Waldow.

## Leben
Er war Angehöriger des pommerschen Adelsgeschlechts von Massow. Seine Eltern waren Valentin von Massow, Gutsherr auf Gersdorf und Waldow, und dessen Ehefrau Amalie, geborene von Below aus dem Hause Pennekow. Er folgte seinem Vater als Besitzer von Waldow im Landkreis Rummelsburg.
1710 begann Massow seine Laufbahn in der Preußischen Armee als Sekondeleutnant im „Großen Leibbataillon Grenadier“. Bis 1718 hatte er es in der nun „Königsregiment“ genannten Garde bereits zum Major gebracht und befasste sich im selben Jahr erstmals mit dem Exerzierreglement. 1724 erhielt er das Patent zum Oberstleutnant. 1730 wurde Massow das Kommando über das I. und II. Bataillons übertragen. Nachdem er 1733 zum Oberst befördert worden war, erhielt er 1737 das Kommando über alle drei Bataillone im Regiment des Königs. Eines seiner Domizile war das in der Ritterstraße der Altstadt Brandenburg von ihm errichtete Frey-Haus der Altstadt, das der Stadt Brandenburg an der Havel gegenwärtig als Stadtmuseum dient. Gleichzeitig besaß Massow noch ein steinernes Haus, die sogenannte Massowburg, nördlich der Altstadt Brandenburg in der Nähe des Beetzsees. Im Gegensatz zum Frey-Haus existiert von der Massowburg nur noch der Name.
Zunehmend befasste er sich fortan mit ökonomischen- und Reglements- sowie Verwaltungsangelegenheiten des Militärs. Am 4. Mai 1741 wurde er zum Generalmajor befördert. Massow sollte auch die Montierungen der Armee überwachen und bekam den Charakter eines Generalkommissars. Während des Feldzuges 1744/45 leitete er den kompletten Nachschub an Bekleidung und Ausrüstung für die Armee im Felde. 1750 schließlich erhielt er als Generalleutnant von der Infanterie Versorgung. Zudem bekam er vom König ein Geldgeschenk über 12.000 Taler.

## Familie
Massow war zweimal verheiratet. Seine erste Frau war Anna Sabine von Massow aus dem Haus Brandenheide. Seine zweite Frau war Ursula von Pomeiske.